# راينر إيرلر
راينر إيرلر (بالألمانية: Rainer Erler)‏ (و. 1933  م) هو مخرج أفلام، وكاتب سيناريو، ومنتج أفلام، وكاتب، وكاتب خيال علمي ألماني، ولد في ميونخ.

## جوائز
حصل على جوائز منها:

وسام الصليب من رتبة استحقاق من جمهورية ألمانيا الاتحادية

## وصلات خارجية
- راينر إيرلر على موقع IMDb (الإنجليزية)
- راينر إيرلر على موقع روتن توميتوز (الإنجليزية)
- راينر إيرلر على موقع مونزينجر (الألمانية)
- راينر إيرلر على موقع ألو سيني (الفرنسية)
- راينر إيرلر على موقع أول موفي (الإنجليزية)
- راينر إيرلر على موقع قاعدة بيانات الأفلام السويدية (السويدية)
- راينر إيرلر على موقع قاعدة بيانات الفيلم (الإنجليزية)
- راينر إيرلر على موقع كينوبويسك (الروسية)